# Ngô Văn Minh (đại tá)
Ngô Văn Minh (8 tháng 7 năm 1931 – ? ) là cựu sĩ quan Quân lực Việt Nam Cộng hòa, cấp bậc Đại tá và là vị Tham mưu trưởng Biệt khu Thủ đô cuối cùng trước khi Sài Gòn thất thủ ngày 30 tháng 4 năm 1975.

## Tiểu sử
Ngô Văn Minh sinh ngày 8 tháng 7 năm 1931 tại Sóc Trăng, Nam Kỳ, Liên bang Đông Dương.
Ông nhập ngũ ngày 25 tháng 10 năm 1951 với số quân 51/121.32.
Ông vốn xuất thân khóa 1 "Lê Văn Duyệt" Trường Sĩ quan Trừ bị Thủ Đức. Dưới thời Đệ Nhất Cộng hòa, ông sang Mỹ theo học khóa chỉ huy nâng cao tại Fort Monmouth, New Jersey và khóa kiểm soát không quân chiến thuật tại Trường Đổ bộ Hải quân ở Colorado từ tháng 4 đến tháng 10 năm 1958.
Ông từng làm Tham mưu trưởng Quân đoàn III từ năm 1971 đến ngày 12 tháng 11 năm 1973 thì được Đại tá Vũ Ngọc Tuấn thay thế. Sau đó, ông chuyển sang làm Tư lệnh Phó Sư đoàn 18 được một thời gian ngắn thì từ chức vì thiếu kinh nghiệm chỉ huy. Chức vụ sau cùng mà ông đảm nhận là Tham mưu trưởng Biệt khu Thủ đô vào cuối tháng 4 năm 1975.
Sau biến cố 30 tháng 4 năm 1975, ông bị chế độ cộng sản bắt giam vào ngày 15 tháng 6 và buộc phải đi học tập cải tạo cho đến ngày 13 tháng 2 năm 1988 mới được trả tự do.
Đầu thập niên 1990, ông cùng gia đình qua Mỹ theo diện HO và chọn định cư tại Fullerton, California. Không rõ ông mất vào lúc nào.

## Vinh danh
- Đệ Tam Đẳng Bảo Quốc Huân Chương[1]
- Anh Dũng Bội Tinh với nhành dương liễu[1]
- Huân chương Sao Đồng của Mỹ[1]

## Đời tư
Ngô Văn Minh là người đã lập gia đình và có một đứa con.